# Plagiat.pl
Plagiat.pl — компания занимающейся юридической деятельностью в сфере авторства и плагиата на международном уровне.

## История
Сайт StrikePlagiarism.com был создан Plagiat.pl в 2002 году, в целях проверки академических письменных работ на наличие плагиата. Компания Plagiat.pl была первой компаний, которая начала борьбу с плагиатом в Польше, Румынии, Украине, Грузии и Азербайджане, предоставив технологические решения для университетов данных стран. На рынке данных стран ранее не было внедрено каких-либо системных и комплексных механизмов борьбы с плагиатом. Plagiat.pl инициировал внедрение процедур проверки и оценки на плагиат, что в значительной мере снизило плагиат в диссертациях в Польше, Румынии, Украине и Азербайджане.
Компания Plagiat.pl создала несколько продуктов, таких как StrikePlagiarism.com, AKAMBIKO, ASAP, BookWatch итд. Наиболее успешным продуктом по причине распространенности является StrikePlagiarism.com. Среди источников, которых индексирует и с которыми интегрирован StrikePlagiarism.com есть агрегатор популярных научных журналов (Cambridge, Oxford, Springer итд) — Paperity.org, а также Wolters Kluwer в виде базы данных правовых актов,arXiv.org Cornell University. Система работает на основе SaaS (англ. Software as a Service, а также путём интеграции посредством API и LMS систем. Система поддерживает Moodle, интегрирована с каталогом Ldap.
Компания Plagiat.pl расширяет свою деятельность и в 2018 году был подписан меморандум между МОН України и компанией Plagiat.pl, который позволил вузам Украины пользоваться системой StrikePlagiarism.com по льготной цене. Ранее Plagiat.pl подписал договора с МОН Румынии на проверку PhD диссертаций.
Процедуры разработанные компанией Plagiat.pl используются в вузах-партнерах компании, такие процедуры регламентируют проверку на плагиат, и оценку научных и студенческих работ. Такие процедуры были приняты многими вузами, к примеру, Нархоз, ALMAu, Turan Astana, итд.
Компания Plagiat.pl участвовал в различных мероприятиях, связанных с предотвращением плагиата, организованных в таких странах как Польша, Казахстан, Украины, Грузия, Болгария, Азербайджан , Чехия.
В 2018 году вышло в свет интервью Али Тахмазова, эксперта и исполнительного директора компании Plagiat.pl о проблемах с плагиатом в Украине и серьёзные проблемы, которые стоят перед МОН Украины и университетами. Али Тахмазов в интервью sputnik.kz раскрыл для общественности РК проблемы с плагиатом в научных работах, проверяемых в НЦНТИ.